# ویلیام تراتون
ویلیام تراتون (انگلیسی: William Troughton؛ زادهٔ ۱۹۸۴ میلادی) بازیگر اهل انگلستان است.
از فیلم‌ها یا مجموعه‌های تلویزیونی که وی در آن‌ها نقش داشته‌است، می‌توان به ترک مخاصمه و دکتر هو اشاره نمود.